# Grunzer
Die Grunzer (Haemulinae), oft auch Schweinsfische genannt, sind eine Unterfamilie der Haemulidae aus der Ordnung der Doktorfischartigen (Acanthuriformes). Die Fische erhielten ihren deutschen Namen, da sie mit ihren Schlundzähnen  grunzende Laute erzeugen können, die durch die Schwimmblase als Resonanzkörper verstärkt werden. Grunzer-Arten leben im Golf von Mexiko, in der Karibik, im westlichen Atlantik, von Massachusetts bis an die Küste Brasiliens und im östlichen Pazifik.
Ihre Schwestergruppe sind die Süßlippen (Plectorhinchinae), von denen sie sich durch eine kürzere Rückenflosse, mit nur 13 bis 16 Flossenstrahlen im weichstrahligen Teil, unterscheiden. Grunzer sind vor allem nachtaktiv und stehen tagsüber inaktiv in großen Schulen in der Nähe von Versteckmöglichkeiten und verteilen sich nachts auf der Suche nach ihrer aus bodenbewohnenden Wirbellosen bestehenden Nahrung über Seegraswiesen und Sandflächen. Juvenile Grunzer sowie bei einigen wenigen Arten auch die ausgewachsenen Tiere fressen Zooplankton. Grunzer werden als Speisefische gefangen und auch als Zierfische gehalten.

## Gattungen und Arten
- Anisotremus Gill, 1861

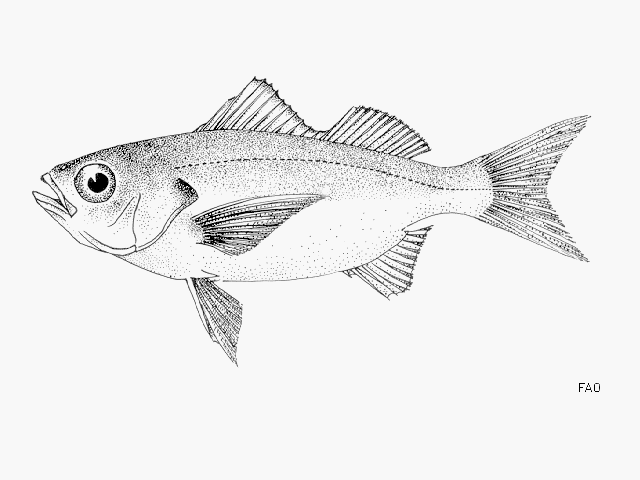
Brachydeuterus auritus

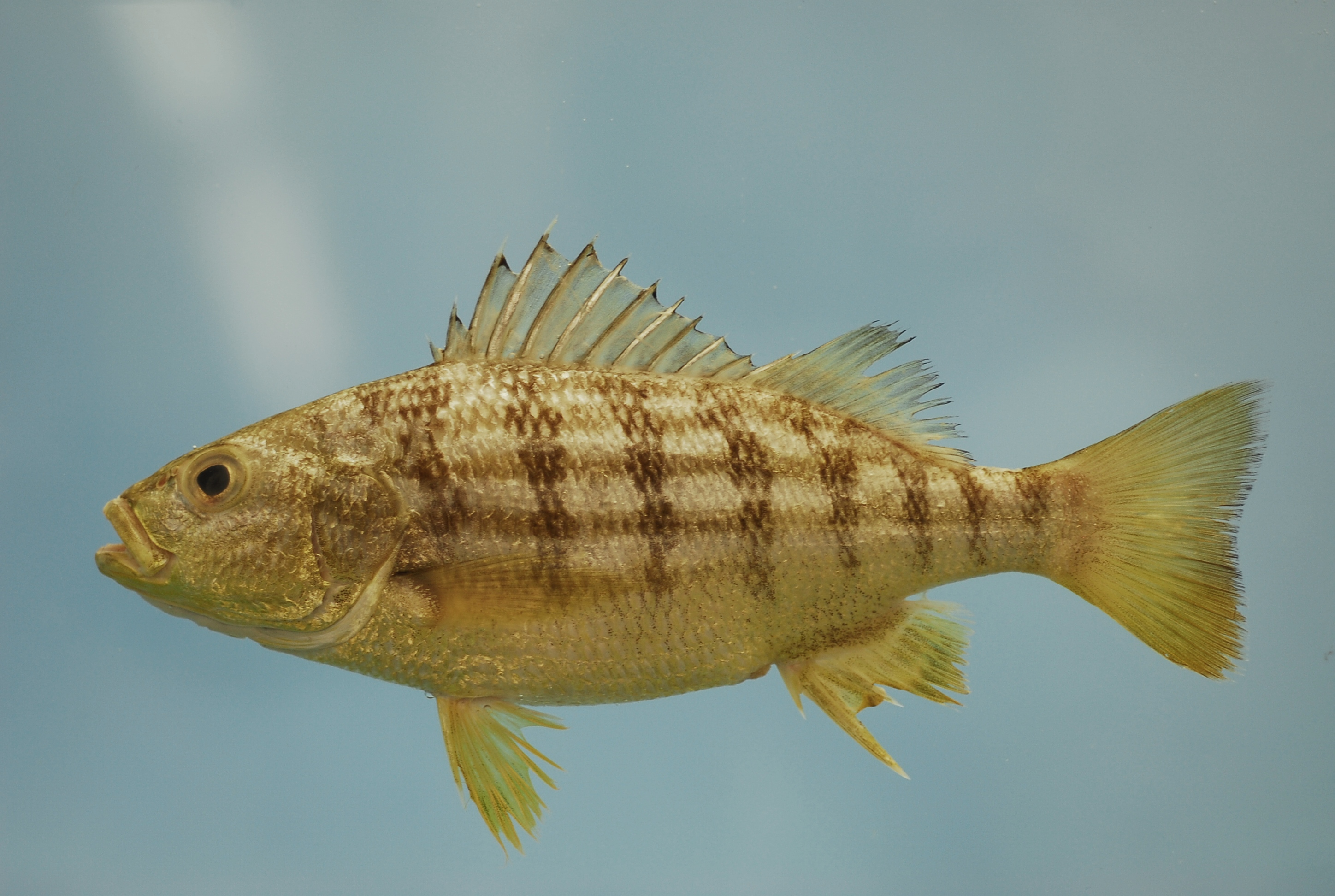
Conodon nobilis

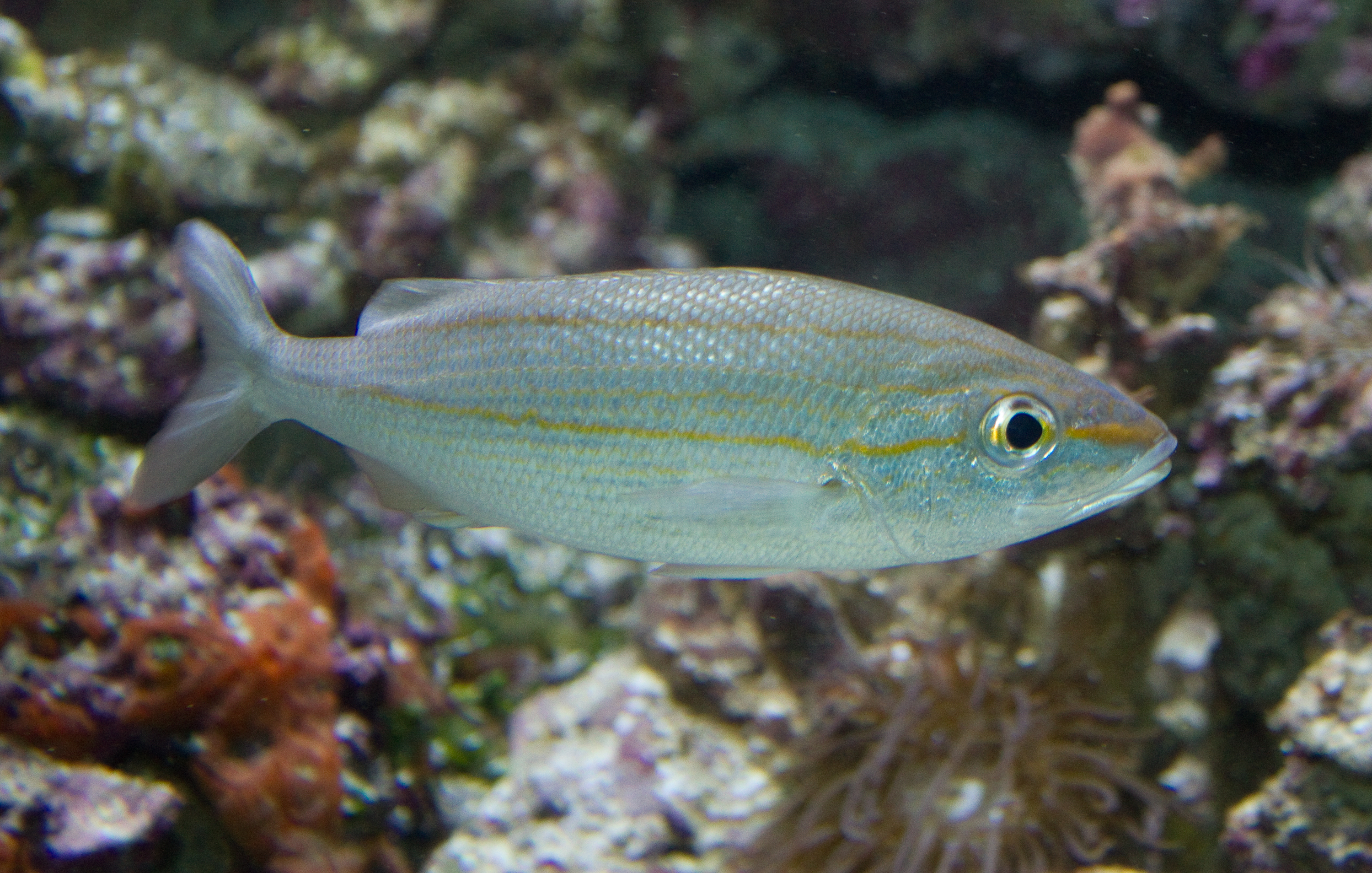
Goldstreifen-Grunzer (Haemulon aurolineatum)

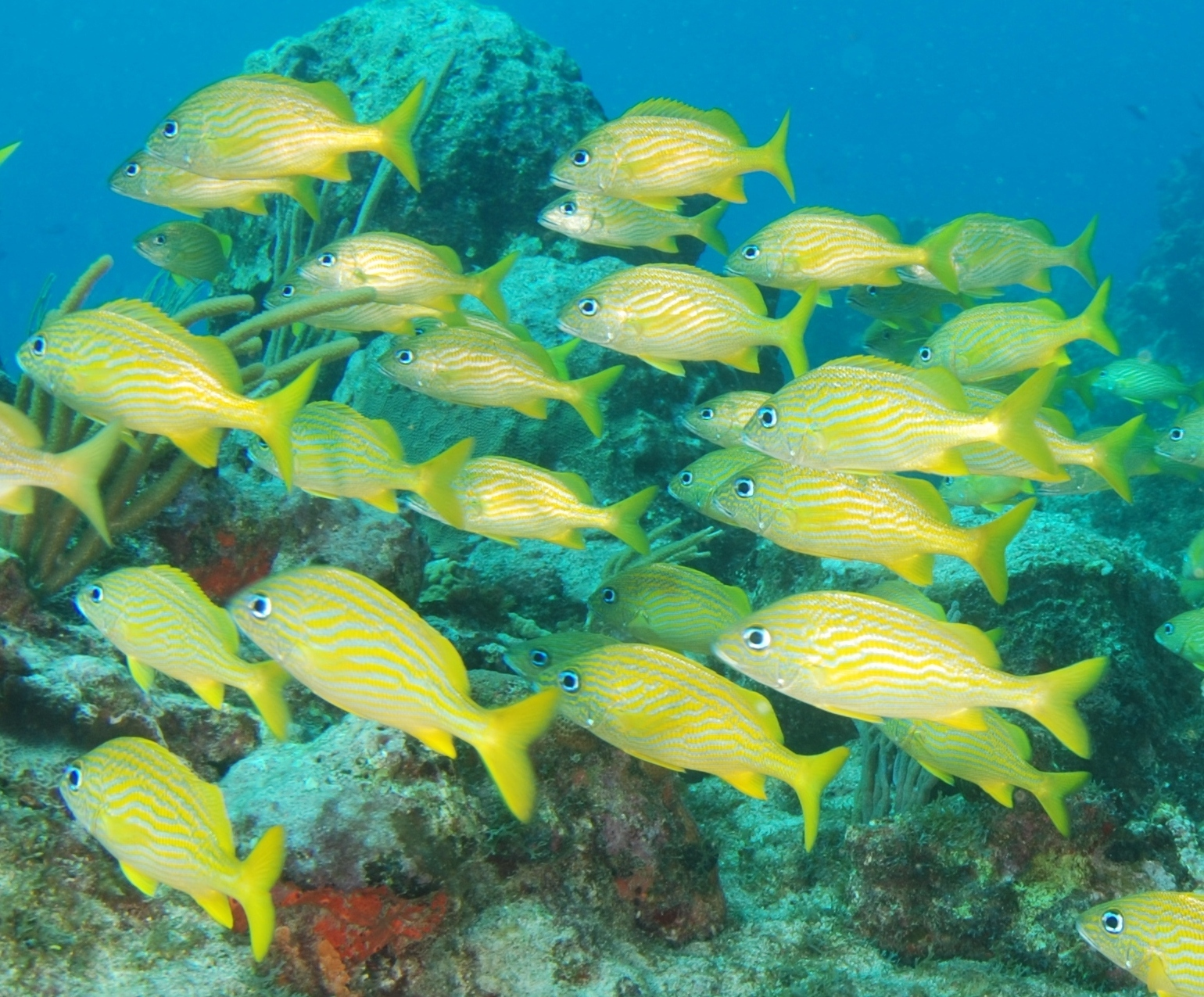
Französischer Grunzer (Haemulon flavolineatum)

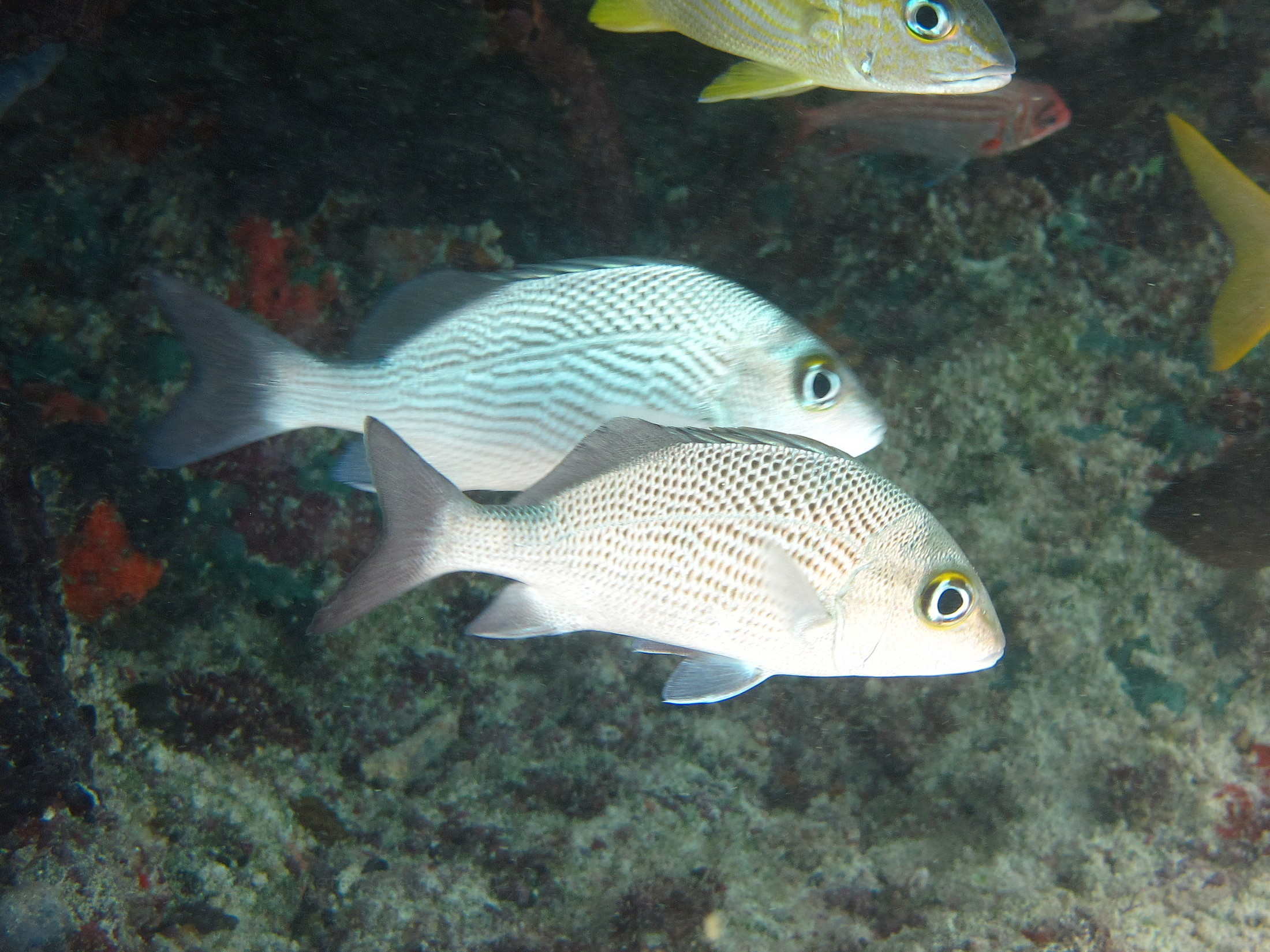
Grauflossen-Grunzer (Haemulon parra)

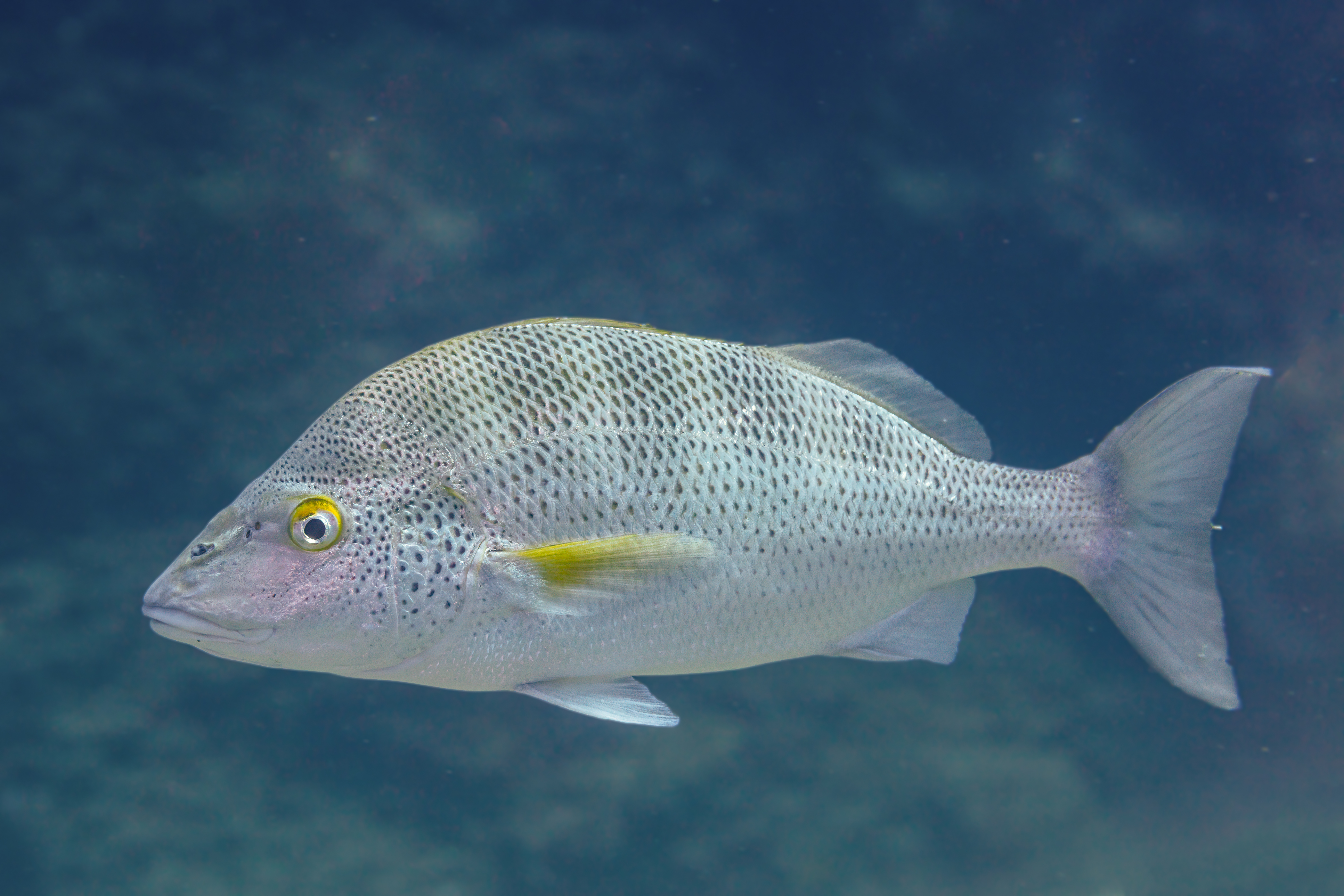
Sechsstreifen-Grunzer (Haemulon sexfasciatum)

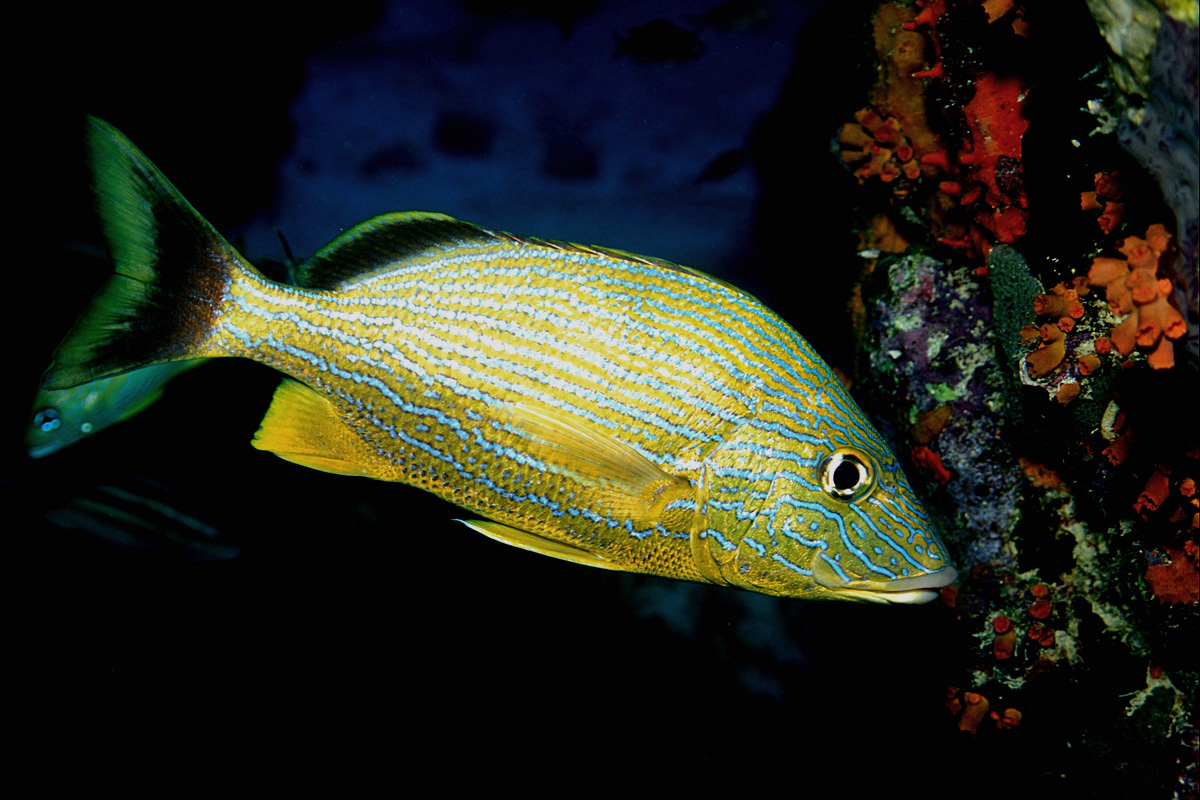
Blaustreifen-Grunzer (Haemulon sciurus)

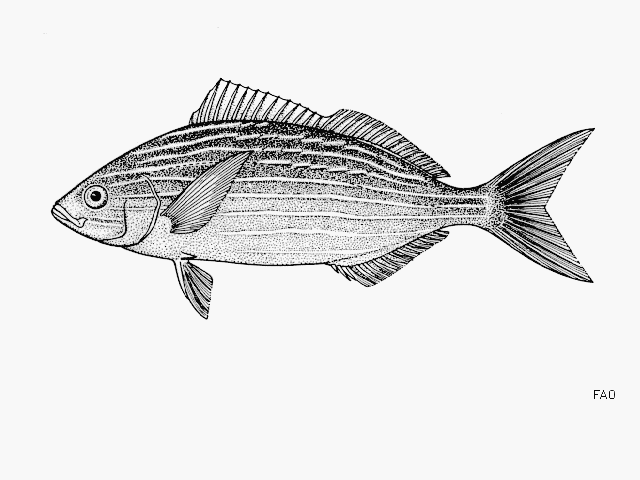
Microlepidotus inornatus

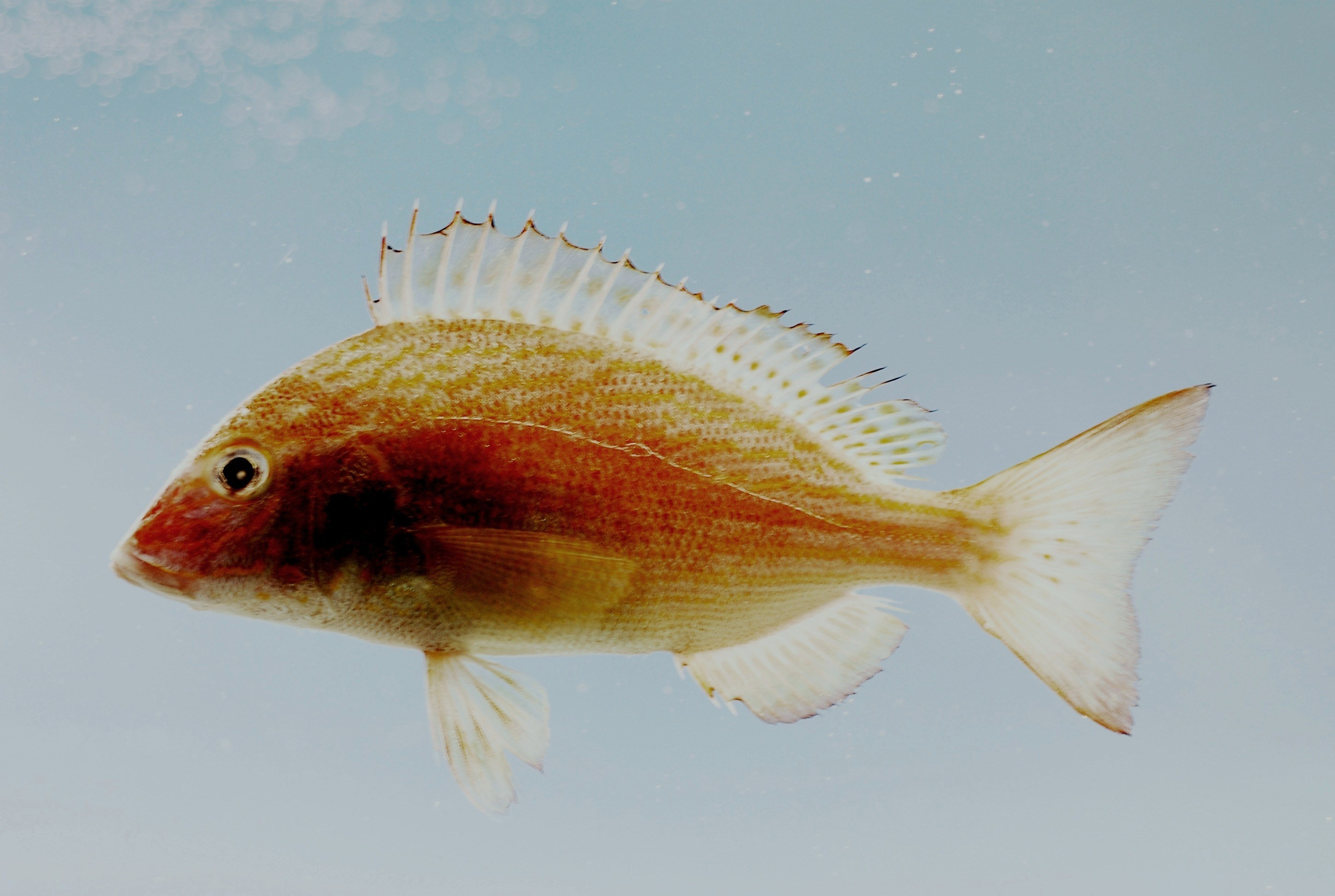
Orthopristis chrysoptera

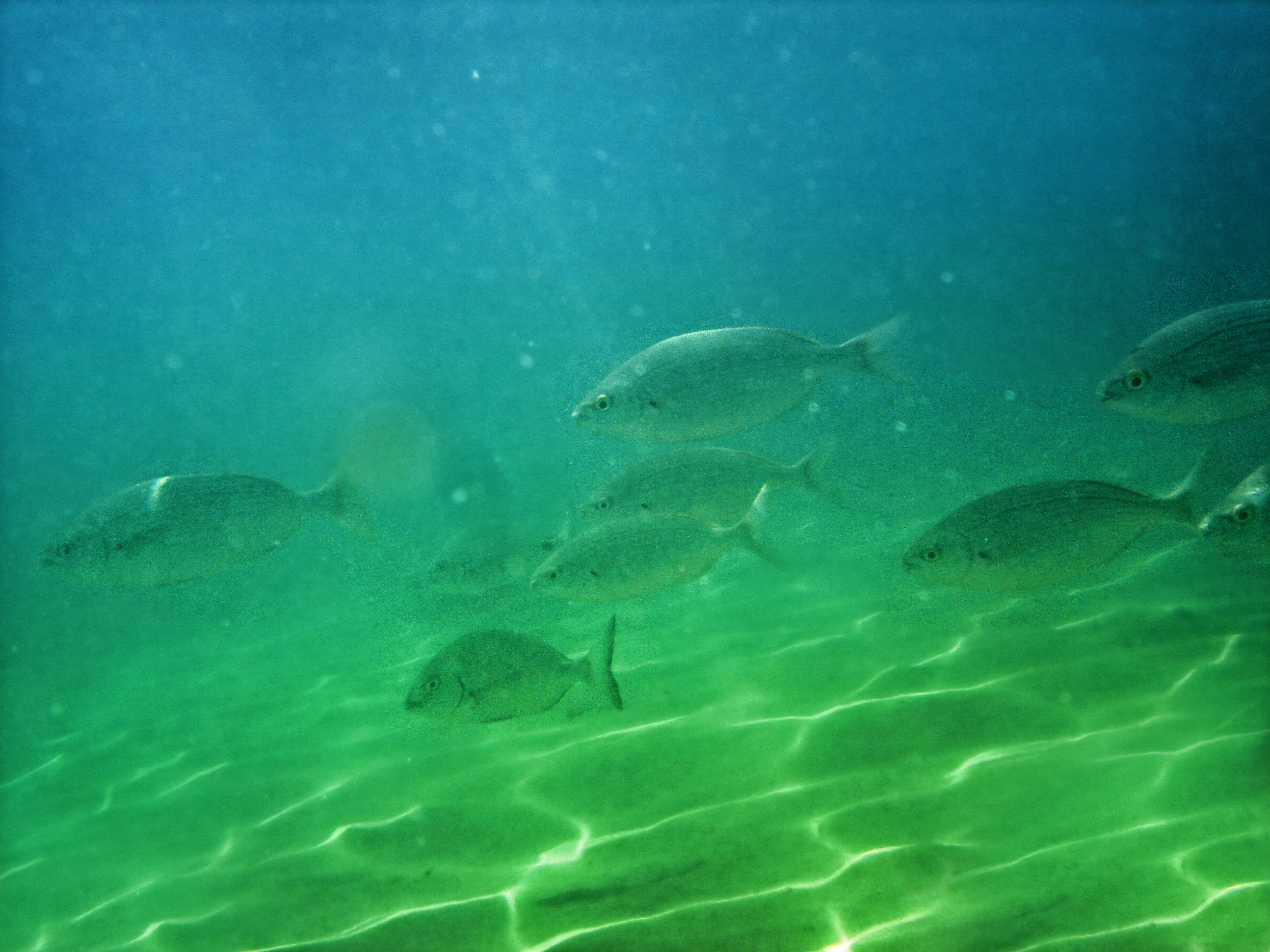
Pomadasys incisus

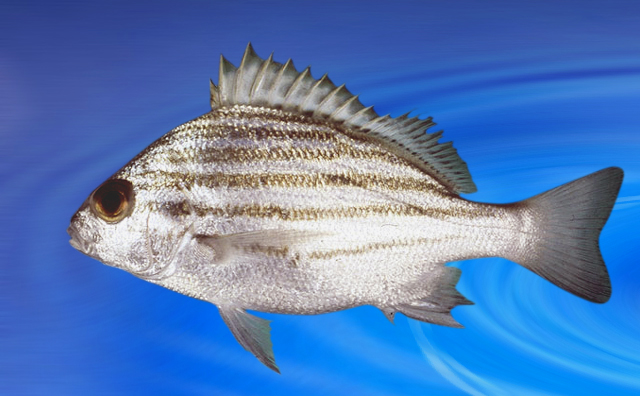
Pomadasys furcatus

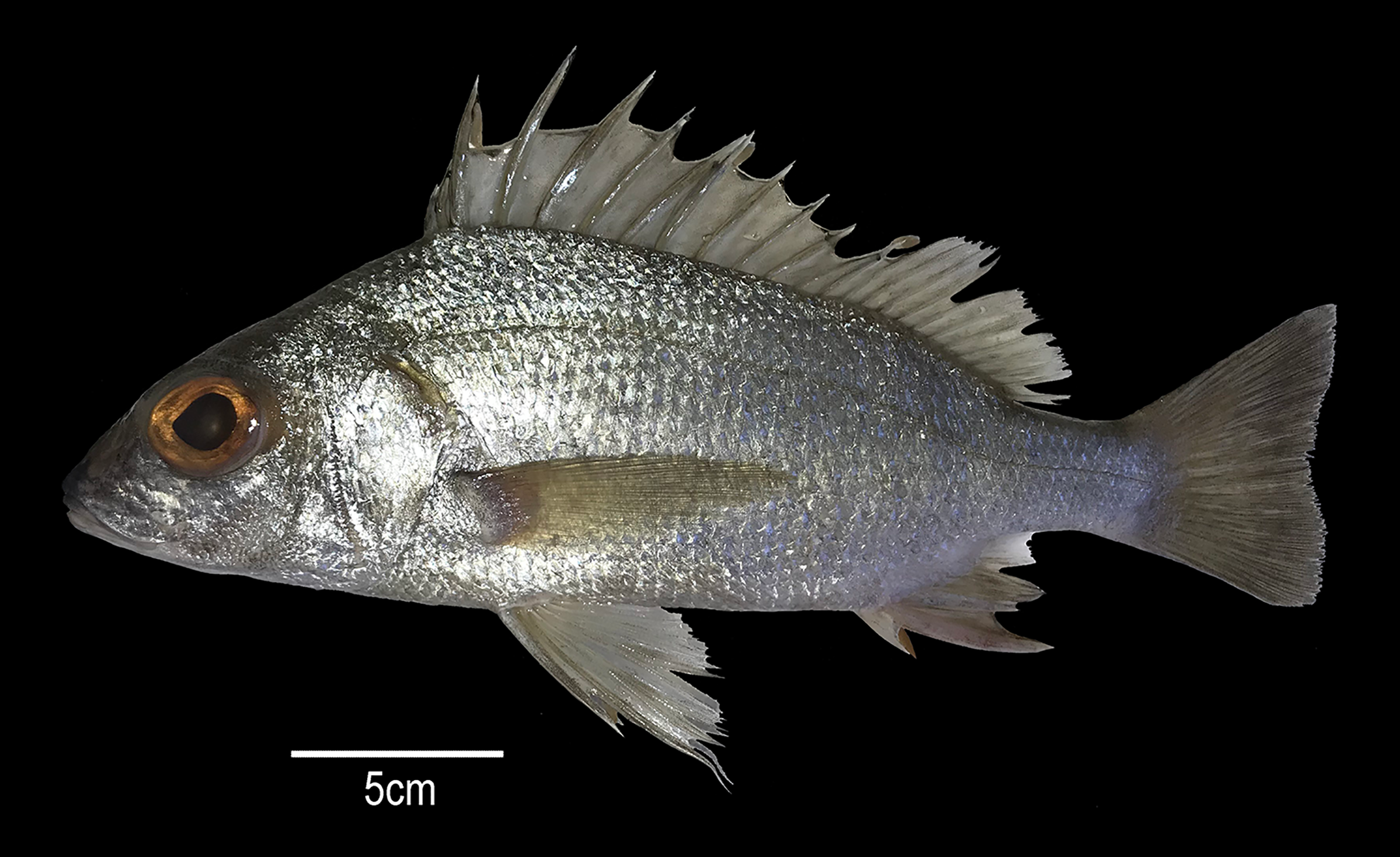
Rhonciscus pauco

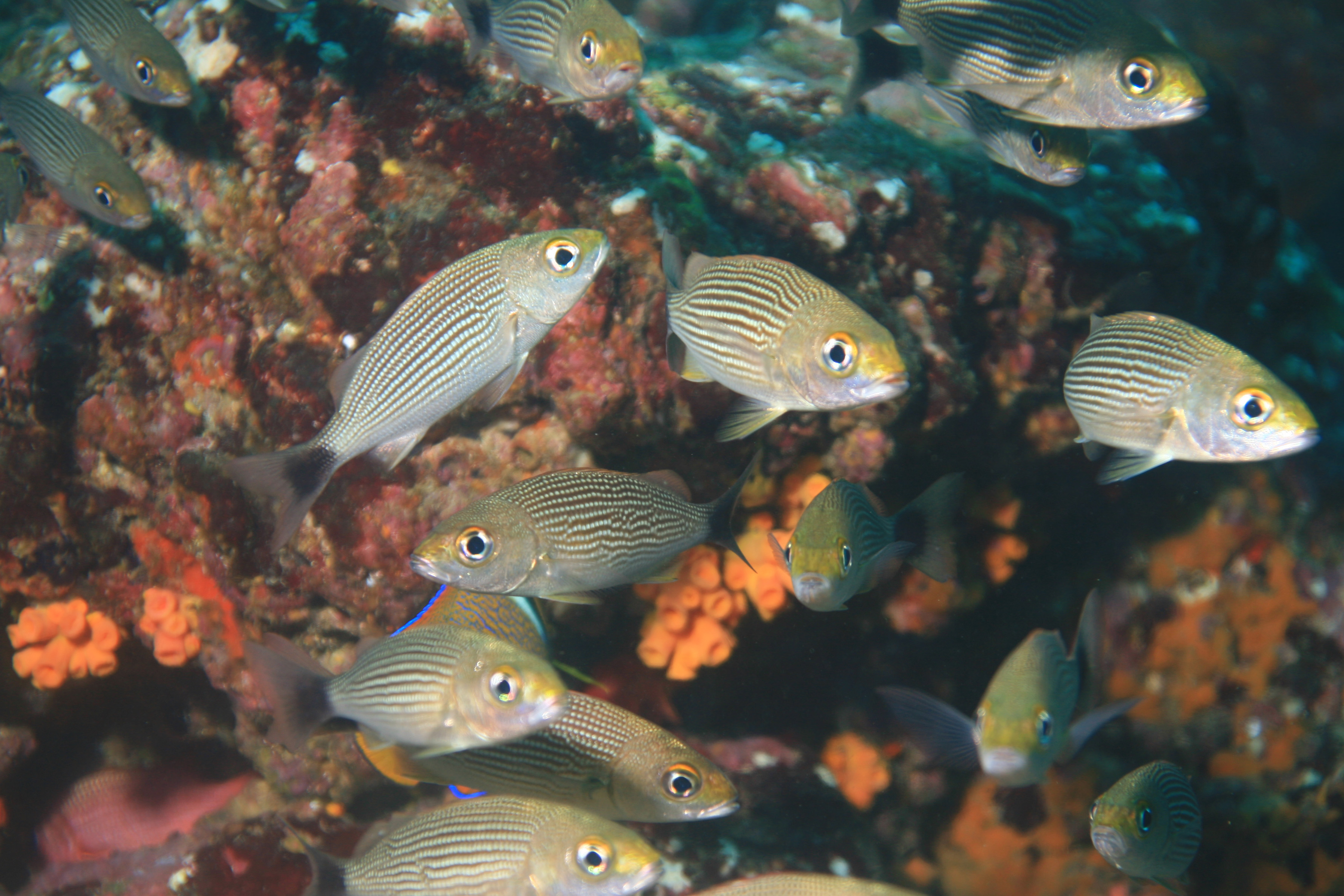
Xenocys jessiae

  - Silbergrauer Grunzer (Anisotremus caesius) (Jordan & Gilbert, 1882)
  - Anisotremus davidsonii (Steindachner, 1876)
  - Anisotremus dovii (Günther, 1864)
  - Langgestreckter Grunzer (Anisotremus interruptus) (Gill, 1862)
  - Anisotremus pacifici (Günther, 1864)
  - Anisotremus scapularis (Tschudi, 1846)
  - Surinam-Grunzer (Anisotremus surinamensis) (Bloch, 1791)
  - Panama-Grunzer (Anisotremus taeniatus) Gill, 1861
  - Virginia-Grunzer (Anisotremus virginicus) (Linnaeus, 1758)
- Boridia Cuvier in Cuvier & Valenciennes, 1830
  - Boridia grossidens Cuvier in Cuvier & Valenciennes, 1830
- Brachydeuterus Gill, 1862
  - Brachydeuterus auritus (Valenciennes in Cuvier & Valenciennes, 1832)
- Conodon Cuvier in Cuvier & Valenciennes, 1830 
  - Conodon macrops Hildebrand, 1946
  - Conodon nobilis (Linnaeus, 1758)
  - Conodon serrifer Jordan & Gilbert, 1882
- Emmelichthyops Schultz, 1945.
  - Emmelichthyops atlanticus Schultz, 1945.
- Genyatremus Gill, 1862
  - Genyatremus luteus (Bloch, 1790)
- Haemulon Cuvier, 1829
  - Silber-Grunzer (Haemulon album) Cuvier in Cuvier & Valenciennes, 1830.
  - Goldstreifen-Grunzer (Haemulon aurolineatum) Cuvier in Cuvier & Valenciennes, 1830.
  - Gepunkteter Grunzer (Haemulon bonariense) Cuvier in Cuvier & Valenciennes, 1830.
  - Bronzestreifen-Grunzer (Haemulon boschmae) (Metzelaar, 1919).
  - Haemulon carbonarium Poey, 1860.
  - Gelbstreifen-Grunzer (Haemulon chrysargyreum) Günther, 1859.
  - Cortez-Grunzer (Haemulon flaviguttatum) Gill, 1862.
  - Französischer Grunzer (Haemulon flavolineatum) (Desmarest, 1823)
  - Spanischer Grunzer (Haemulon macrostomum) Günther, 1859.
  - Haemulon maculicauda (Gill, 1862).
  - Schwarzrücken-Grunzer (Haemulon melanurum) (Linnaeus, 1758).
  - Grauflossen-Grunzer (Haemulon parra) (Desmarest, 1823).
  - Weißer Grunzer (Haemulon plumieri) (Lacepède, 1801).
  - Haemulon schrankii Agassiz in Spix & Agassiz, 1831.
  - Blaustreifen-Grunzer (Haemulon sciurus) (Shaw, 1803).
  - Grauer Grunzer (Haemulon scudderii) Gill, 1862.
  - Haemulon serrula (Cuvier in Cuvier & Valenciennes, 1830).
  - Sechsstreifen-Grunzer (Haemulon sexfasciatum) Gill, 1862.
  - Haemulon squamipinna Rocha & Rosa, 1999.
  - Steindachners Grunzer (Haemulon steindachneri) (Jordan & Gilbert, 1882).
  - Streifen-Grunzer (Haemulon striatum) (Linnaeus, 1758).
  - Haemulon vittatum (Poey, 1860)
- Haemulopsis Steindachner, 1869
  - Haemulopsis axillaris (Steindachner, 1869)
  - Haemulopsis elongatus (Steindachner, 1879)
  - Haemulopsis leuciscus (Günther, 1864)
  - Haemulopsis nitidus (Steindachner, 1869)
- Isacia Jordan & Fesler, 1893
  - Isacia conceptionis (Cuvier in Cuvier & Valenciennes, 1830)
- Microlepidotus Gill, 1862
  - Microlepidotus brevipinnis (Steindachner, 1869)
  - Microlepidotus inornatus Gill, 1862
- Orthopristis Girard, 1858
  - Orthopristis cantharinus (Jenyns, 1840)
  - Orthopristis chalceus (Günther, 1864)
  - Kleinmaul-Grunzer (Orthopristis chrysoptera) (Linnaeus, 1766)
  - Orthopristis forbesi Jordan & Starks in Gilbert, 1897
  - Orthopristis lethopristis Jordan & Fesler, 1889
  - Orthopristis reddingi Jordan & Richardson in Jordan, 1895
  - Corocoro (Orthopristis ruber) (Cuvier in Cuvier & Valenciennes, 1830)
- Paranisotremus Tavera et al., 2018
  - Paranisotremus moricandi (Ranzani, 1842)
- Parakuhlia
  - Parakuhlia macrophthalmus (Osório, 1893)
- Pomadasys Lacepède, 1802
  - Pomadasys aheneus McKay & Randall, 1995
  - Pomadasys andamanensis McKay & Satapoomin, 1994
  - Pomadasys argenteus (Forsskål, 1775)
  - Pomadasys argyreus (Valenciennes in Cuvier & Valenciennes, 1833)
  - Pomadasys auritus (Cuvier in Cuvier & Valenciennes, 1830)
  - Pomadasys bipunctatus Kner in Steindachner, 1898
  - Pomadasys branickii (Steindachner, 1879)
  - Pomadasys commersonnii (Lacepède, 1801)
  - Pomadasys corvinaeformis (Steindachner, 1868)
  - Pomadasys empherus Bussing, 1993
  - Pomadasys furcatus (Bloch & Schneider, 1801)
  - Pomadasys guoraca (Cuvier, 1829)
  - Pomadasys hasta (Bloch, 1790)
  - Pomadasys incisus (Bowdich, 1825)
  - Pomadasys jubelini (Cuvier in Cuvier & Valenciennes, 1830)
  - Pomadasys kaakan (Cuvier in Cuvier & Valenciennes, 1830)
  - Pomadasys laurentino (Smith, 1953)
  - Pomadasys macracanthus (Günther, 1864)
  - Pomadasys maculatus (Bloch, 1793)
  - Pomadasys multimaculatum (Playfair in Playfair & Günther, 1867)
  - Pomadasys olivaceus (Day, 1875)
  - Pomadasys panamensis (Steindachner, 1876)
  - Pomadasys perotaei (Cuvier in Cuvier & Valenciennes, 1830)
  - Pomadasys punctulatus (Rüppell, 1838)
  - Pomadasys quadrilineatus Shen & Lin, 1984
  - Pomadasys ramosus (Poey, 1860)
  - Pomadasys rogerii (Cuvier in Cuvier & Valenciennes, 1830)
  - Pomadasys schyrii Steindachner, 1900
  - Pomadasys striatus (Gilchrist & Thompson, 1908)
  - Pomadasys stridens (Forsskål, 1775)
  - Pomadasys suillus (Valenciennes in Cuvier & Valenciennes, 1833)
  - Pomadasys taeniatus McKay & Randall, 1995
  - Pomadasys trifasciatus Fowler, 1937
  - Pomadasys unimaculatus Tian, 1982
- Rhonciscus
  - Rhonciscus bayanus	(Jordan & Evermann, 1898)
  - Rhonciscus crocro (Cuvier, 1830)
  - Rhonciscus pauco Tavera, Schärer-Umpierre & Acero, 2022
- Xenichthys Gill, 1863
  - Xenichthys agassizii Steindachner, 1876
  - Xenichthys rupestris Hildebrand, 1946
  - Xenichthys xanti Gill, 1863
- Xenistius Jordan & Gilbert, 1883
  - Xenistius californiensis (Steindachner, 1876)
  - Xenistius peruanus Hildebrand, 1946
- Xenocys Jordan & Bollman, 1890
  - Xenocys jessiae Jordan & Bollman, 1890

## „Inermiidae“
Zwei Arten aus der Unterfamilie, Emmelichthyops atlanticus und Haemulon vittatum sind sehr stark an eine planktivore Ernährung angepasst und haben dazu einen besonders protraktilen (vorstreckbaren) Kiefer entwickelt. Sie wurden daher eine Zeit lang in eine eigene Familie, die  Inermiidae, geführt, letztere als Inermia vittata. Sie stehen phylogenetisch aber innerhalb der Haemulinae und bilden dort auch keine Klade. Die Inermiidae sind deshalb nicht mehr gültig.